# Grabovnica (Kuršumlija)
Pour les articles homonymes, voir Grabovnica.
Grabovnica (en serbe cyrillique : Грабовница) est un village de Serbie situé dans la municipalité de Kuršumlija, district de Toplica. Au recensement de 2011, il comptait 99 habitants.

## Démographie
| 1948 | 1953 | 1961 | 1971 | 1981 | 1991 | 2002 | 2011 |
| ---- | ---- | ---- | ---- | ---- | ---- | ---- | ---- |
| 547  | 562  | 442  | 329  | 238  | 163  | 118  | 99   |

|  |